# Tüzet rakni
A Tüzet rakni (To Build a Fire) Jack London amerikai író 1908-ban kiadott elbeszélése, a naturalista stílus egyik kiváló példája. London a Yukon területén 1897-98-ban szerzett személyes tapasztalatai alapján ábrázolja az embernek a természettel vívott küzdelmét.

## Történet
Egy férfi halad a Yukon folyó mentén kanyargó ösvényen. Egyetlen társa egy farkaskutya. Reggel kilenc óra van és metsző hideg (−75 °F/−59 °C). A hideg nem riasztja vissza a férfit, aki újdonsült jövevény (csicsakó, angolul chechaquo) ezen a hófödte vidéken. Életében most jár itt először és a barátaival (a „fiúkkal”) akar találkozni este hat órakor egy régi aranymosó helyen. Tíz órára egy befagyott patakmederhez ér és abban folytatja útját éberen elkerülve a hó alatt rejlő, komoly veszélyt jelentő forrásokat, amelyek sosem fagynak be és igazi csapdát állítanak a vándornak. Ilyen dermesztő fagyban az életével játszik az, aki belejük esik és megáztatja magát. További két óra telik el és ő éber figyelemmel kerülgeti a csapdákat. Már tudja, hogy a rejtett tócsák fölött kissé horpadt a hó. Fél egyre eléri a patak elágazását, tüzet rak és megeszi a kétszersültjét. Ebéd után tovább folytatja útját. A következő félórában nem akad útjába egyetlenegy rejtett forrás sem. Hirtelen egy olyan helyen, ahol semmi jel nem árulkodik a veszélyről, beszakad alatta a jég. A lábszára közepéig vizes lesz. Eszébe ötlik egy öreg alaszkai ember figyelmeztetése, hogy egyedül nem tanácsos a Klondike-ban útra kelni, ha a hőmérséklet −50 °F (−46 °C) alá süllyed.
Tudja, hogy meg kell szárítania a ruháját. Nagy tüzet rak egy hólepte fenyőfa alatt. Ahogy a tűzre való rőzsét húzgálja, alig érezhetően meg-megmozgatja a fát. Egy idő múlva a legfelső ágon lévő hótömeg meglazul és a hó lavinaszerűen alázúdul, megfojtva a tüzet. Új tüzet kell raknia, ami időbe kerül. Tudja, hogy a kemény fagy miatt néhány lábujját már el fogja veszíteni. Serényen nekifog a tűzrakásnak most már a szabadban. Összegyűjti az ágakat, de elgémberedett ujjaival nem képes meggyújtani a gyufát. Fogja az egész csomagot és meggyújtja egyszerre. Ahogy a nyírfakéreghez nyomja a lobogó gyufákat, a saját kezét is perzseli a láng. A tűz végre fellobban, de a férfi véletlenül szétkotorja a kis tűz magját, amikor egy zöld mohát próbál eltávolítani. Elhatározza, hogy végez a kutyával, a test belső melege feloldaná elfagyott kezének bénultságát. De a dermesztő hideg megakadályozza tettét, mert érzéketlen kezével nem képes elővenni a kését, és megfojtani sem bírja a kutyát, így elengedi.
Páni félelem fogja el. Elkezd rohanni, hogy felmelegítse magát, de fizikai ereje elhagyja és összeroskad. Elképzeli, amint barátai rábukkannak a fagyott holttestére a hóban. Elismeri, hogy az öreg aranyásónak igaza volt. Felelőtlenség volt egyedül nekivágnia ennek az útnak. Lassan mély, halálos álomba merül. A kutya nem érti, miért ül az ember a hóban anélkül, hogy tüzet rakna. Ahogy az éj leereszkedik, a kutya közelebb megy az emberhez és megérzi a halál szagát. „Akkor megfordult, és elügetett az ösvényen a tábor irányába, amelyet ismert, s amerre a többi ételadót és tűzcsinálót tudta.”

## Az 1902-es kiadás
Az elbeszélés első változata 1902. május 29-én jelent meg a Youth's Companion című gyermekmagazinban. A gyerekeknek készült történetnek más a befejezése és összehasonlítva a híresebb, felnőtteknek írt változattal, azonnal észrevehető London írói készségének fejlődése. Néhány más részletben is különböznek, bár a történet szerkezete és menete ugyanaz. A fő különbség az, hogy nincs kutya a történetben és a tűz nem alszik ki. A férfi kisebb fagykárokkal (és a leszűrt tanulságokkal) túléli a kalandot.

## Szereplők
Az elbeszélésnek két főszereplője van, az ember és a kutya, bár van, aki magát a természetet is főszereplőnek tartja. London a természetet olyan ellenfélként ábrázolja, amivel szemben az ember a túlélésért küzd. A természet azonban nem cselekszik szándékosan – egyszerűen csak van. Az ember halálát végül nem a természet, hanem saját meggondolatlansága okozza.
Az elbeszélés mellékszereplői, akik csak a főhős gondolataiban bukkannak fel, a vén alaszkai ember, aki előre figyelmeztette a férfit a magányos utazás veszélyeire, és a barátok, akikkel találkozni akart.

## Magyarul
- To build a fire / Tüzet rakni; ford. Vajda Miklós; Európa Könyvkiadó, Bp., 1982 (Jack London - Északi Odüsszeia - válogatott művek, megjelent A Világirodalom klasszikusai sorozatban)
- To build a fire / Tüzet rakni; ford. Bánki Veronika; Kossuth, Bp., 2017 (Angol-magyar kétnyelvű klasszikusok)

## Fordítás
- Ez a szócikk részben vagy egészben  a   To Build a Fire című angol Wikipédia-szócikk ezen változatának fordításán alapul.  Az eredeti cikk szerkesztőit annak laptörténete sorolja fel. Ez a jelzés csupán a megfogalmazás eredetét és a szerzői jogokat jelzi, nem szolgál a cikkben szereplő információk forrásmegjelöléseként.